# Mistrovství světa v malém fotbale 2017
Mistrovství světa v malém fotbale 2017 bylo již 2. ročníkem MS v malém fotbale a konalo se v tuniském městě Nabeul v období od 6. do 15. října 2017. Účastnilo se ho 24 týmů, které byly rozděleny do 6 skupin po 4 týmech. Ze skupiny pak postoupily do vyřazovací fáze první a druhý celek a čtyři nejlepší celky na třetích místech. Vyřazovací fáze zahrnovala 16 zápasů. Česká reprezentace ovládla celý turnaj a získala zde první medaile (zlaté) z MS. Nováčky turnaje byly týmy Austrálie, Francie, Argentiny, Maďarska, Chile, Iráku, Bosny a Hercegoviny, Somálska, Španělska, Senegalu, Pobřeží slonoviny, Guatemaly, Tuniska, Libye, Portugalska a Libanonu. 

## Stadion
Turnaj se hrál na jednom stadionu v jednom hostitelském městě: Nabeul Minifootball stadium (Nabeul).
| Nabeul Minifootball stadium |
| Kapacita: 2 800             |
| Nabeul                      |

## Zápasy
Všechny časy zápasů jsou uvedeny ve středoevropském letním čase (SELČ).

### Skupinová fáze
| Vysvětlivky                                                         |
| ------------------------------------------------------------------- |
| Týmy na prvních dvou místech postupují do osmifinále                |
| Čtyři nejlépe umístěné týmy ze třetích míst postupují do osmifinále |
| Vítěz zápasu je tučně zvýrazněn                                     |

#### Skupina A
| Tým       | Z | V | R | P | VG | IG | +/− | B |
| --------- | - | - | - | - | -- | -- | --- | - |
| Česko     | 3 | 3 | 0 | 0 | 22 | 1  | +21 | 9 |
| Austrálie | 3 | 1 | 1 | 1 | 9  | 9  | 0   | 4 |
| Francie   | 3 | 1 | 1 | 1 | 6  | 10 | −4  | 4 |
| Argentina | 3 | 0 | 0 | 3 | 1  | 18 | −17 | 0 |

| 7. října 2017 16:30 |       |                                                                                   |                                     |
| Argentina           | 1 : 5 | Austrálie                                                                         | Nabeul Minifootball stadium, Nabeul |
| Esteban Voight 29'  |       | Martin Middlehurst 3' Shervin Adeli 28', 44' Natham Sansom 37' Jordan Ferrier 40' | Nabeul Minifootball stadium, Nabeul |

| 7. října 2017 21:30                                                                                                 |       |         |                                     |
| Česko | 7 : 0 | Francie | Nabeul Minifootball stadium, Nabeul |
| František Hakl 9' Romain Labaig 24' (vl.) Michal Uhlíř 30' Michal Salák 31' Jan Koudelka 34', 48' Ondřej Paděra 44' |       |         | Nabeul Minifootball stadium, Nabeul |

| 8. října 2017 20:15                                   |       |           |                                     |
| Francie                                               | 3 : 0 | Argentina | Nabeul Minifootball stadium, Nabeul |
| Elie Dohin 36' Nicolas Huertos 48' Omar Belbachir 48' |       |           | Nabeul Minifootball stadium, Nabeul |

| 9. října 2017 22:45 |       |                                                                                         |                                     |
| Austrálie           | 1 : 5 | Česko                                                                                   | Nabeul Minifootball stadium, Nabeul |
| Shervin Adeli 27'   |       | Patrik Levčík 3' František Hakl 5' Michal Salák 16' Stanislav Mařík 22' Jakub Polák 38' | Nabeul Minifootball stadium, Nabeul |

| 11. října 2017 21:30                        |       |                                                         |                                     |
| Austrálie                                   | 3 : 3 | Francie                                                 | Nabeul Minifootball stadium, Nabeul |
| Tai Smith 10' Shervin Adeli 33', 27' (pen.) |       | Aurelien Jastier 7' Wesley Liadé 26' Omar Belbachir 44' | Nabeul Minifootball stadium, Nabeul |

| 11. října 2017 22:45 |        |           |                                     |
| Česko | 10 : 0 | Argentina | Nabeul Minifootball stadium, Nabeul |
| Ondřej Paděra 4' Michal Salák 12', 45' Jakub Polák 15' Daniel Kavka 28', 34' Stanislav Mařík 33', 39' František Hakl 40' Jan Koudelka 50' |        |           | Nabeul Minifootball stadium, Nabeul |

#### Skupina B
| Tým      | Z | V | R | P | VG | IG | +/− | B |
| -------- | - | - | - | - | -- | -- | --- | - |
| Mexiko   | 3 | 3 | 0 | 0 | 7  | 1  | +6  | 9 |
| Maďarsko | 3 | 1 | 1 | 1 | 8  | 4  | +4  | 4 |
| Chile    | 3 | 1 | 1 | 1 | 6  | 3  | +3  | 4 |
| Irák     | 3 | 0 | 0 | 3 | 0  | 13 | −13 | 0 |

| 7. října 2017 19:00 |       |                                          |                                     |
| Irák                | 0 : 2 | Mexiko                                   | Nabeul Minifootball stadium, Nabeul |
|                     |       | Christian Gutierrez 34' Angel Curiel 47' | Nabeul Minifootball stadium, Nabeul |

| 8. října 2017 21:30                                                    |       |      |                                     |
| Chile                                                                  | 5 : 0 | Irák | Nabeul Minifootball stadium, Nabeul |
| Javier Quiroz 4' Cristian Arredondo 7', 30' Juan Carlos Muñoz 33', 39' |       |      | Nabeul Minifootball stadium, Nabeul |

| 8. října 2017 22:45                                     |       |                  |                                     |
| Mexiko                                                  | 3 : 1 | Maďarsko         | Nabeul Minifootball stadium, Nabeul |
| Christian Gutierrez 22' Hiram Ruiz 27' Angel Curiel 48' |       | Bence Bognár 35' | Nabeul Minifootball stadium, Nabeul |

| 9. října 2017 20:15         |       |                        |                                     |
| Maďarsko                    | 1 : 1 | Chile                  | Nabeul Minifootball stadium, Nabeul |
| Istvan Marko Sos 21' (pen.) |       | Cristian Arredondo 50' | Nabeul Minifootball stadium, Nabeul |

| 10. října 2017 21:30                    |       |       |                                     |
| Mexiko                                  | 2 : 0 | Chile | Nabeul Minifootball stadium, Nabeul |
| Christian Gutierrez 22' Erick Tovar 27' |       |       | Nabeul Minifootball stadium, Nabeul |

| 11. října 2017 16:30 |       |                                                                                        |                                     |
| Irák                 | 0 : 6 | Maďarsko                                                                               | Nabeul Minifootball stadium, Nabeul |
|                      |       | Miklós Rajz 6' Bence Bognár 9' Richárd Cseszneki 38' Imre Lak 40' Attila Nagy 46', 49' | Nabeul Minifootball stadium, Nabeul |

#### Skupina C
| Tým                 | Z | V | R | P | VG | IG | +/− | B |
| ------------------- | - | - | - | - | -- | -- | --- | - |
| Rusko               | 3 | 2 | 0 | 1 | 13 | 3  | +10 | 6 |
| Bosna a Hercegovina | 3 | 2 | 0 | 1 | 11 | 5  | +6  | 6 |
| Brazílie            | 3 | 2 | 0 | 1 | 6  | 5  | +1  | 6 |
| Somálsko            | 3 | 0 | 0 | 3 | 4  | 21 | −17 | 0 |

| 7. října 2017 17:45 |       |                                                 |                                     |
| Rusko               | 1 : 2 | Bosna a Hercegovina                             | Nabeul Minifootball stadium, Nabeul |
| Erik Korchagin 2'   |       | Andreas Berović 25' Goran Lovrinovic 45' (pen.) | Nabeul Minifootball stadium, Nabeul |

| 8. října 2017 19:00                                              |       |                     |                                     |
| Brazílie                                                         | 3 : 2 | Somálsko            | Nabeul Minifootball stadium, Nabeul |
| Everton Cestari 25' Leonardo Cardoso 41' (pen.) Gustavo Elia 46' |       | Daod Dahir 18', 33' | Nabeul Minifootball stadium, Nabeul |

| 9. října 2017 14:15 |        | |                                     |
| Somálsko            | 1 : 10 | Rusko | Nabeul Minifootball stadium, Nabeul |
| Mohamed Ali 14'     |        | Aleksandr Kuksov 2', 13' Alexei Medvedev 5', 24' Erik Korchagin 17', 18' Sergey Kharlamov 30' Sergey Svezhentsev 31' Marat Sadykov 36', 47' | Nabeul Minifootball stadium, Nabeul |

| 9. října 2017 19:00  |       |                                                                    |                                     |
| Bosna a Hercegovina  | 1 : 3 | Brazílie                                                           | Nabeul Minifootball stadium, Nabeul |
| Borislav Grbavac 35' |       | Ricardo De Maria Sobreira 36' Gustavo Elia 44' Thiago Coutinho 49' | Nabeul Minifootball stadium, Nabeul |

| 10. října 2017 22:45                        |       |          |                                     |
| Rusko                                       | 2 : 0 | Brazílie | Nabeul Minifootball stadium, Nabeul |
| Ilnar Zhamaletdinov 19' Kirill Svirodov 21' |       |          | Nabeul Minifootball stadium, Nabeul |

| 11. října 2017 14:00 |       | |                                     |
| Somálsko             | 1 : 8 | Bosna a Hercegovina | Nabeul Minifootball stadium, Nabeul |
| Daod Dahir 9'        |       | Borislav Grbavac 3' Robert Milonović 12', 26' Edin Mujezinovic 25', 31' Marko Vujica 26' Predrag Bekic 36' Mirza Zahirovic 44' | Nabeul Minifootball stadium, Nabeul |

#### Skupina D
| Tým       | Z | V | R | P | VG | IG | +/− | B |
| --------- | - | - | - | - | -- | -- | --- | - |
| Španělsko | 3 | 3 | 0 | 0 | 20 | 6  | +14 | 9 |
| Senegal   | 3 | 1 | 1 | 1 | 16 | 6  | +10 | 4 |
| USA       | 3 | 1 | 1 | 1 | 13 | 7  | +6  | 4 |
| Indie     | 3 | 0 | 0 | 3 | 0  | 30 | −30 | 0 |

| 7. října 2017 20:15        |       | |                                     |
| USA                        | 3 : 5 | Španělsko                                                                                                | Nabeul Minifootball stadium, Nabeul |
| Franck Tayou 32', 52', 59' |       | Serji Codina 7' Alváro Vidal 9' Pablo García 34' Francisco José García Castaño 35' Vincente Zaragoza 52' | Nabeul Minifootball stadium, Nabeul |

| 8. října 2017 15:15                                                                                |        |       |                                     |
| Senegal                                                                                            | 11 : 0 | Indie | Nabeul Minifootball stadium, Nabeul |
| Momo Cissé 6', 21', 28', 33', 36' Moustapha Nam 20', 31', 32' Niang Diop 25', 36' Pape Mebillo 26' |        |       | Nabeul Minifootball stadium, Nabeul |

| 9. října 2017 16:45                 |       |                                           |                                     |
| USA                                 | 2 : 2 | Senegal                                   | Nabeul Minifootball stadium, Nabeul |
| Momo Cissé 29' (vl.) Andy Reyes 45' |       | Moustapha Nam 49' Momo Cissé 50+2' (pen.) | Nabeul Minifootball stadium, Nabeul |

| 10. října 2017 16:30 |       |                                                                                 |                                     |
| Indie                | 0 : 8 | USA                                                                             | Nabeul Minifootball stadium, Nabeul |
|                      |       | Franck Tayou 21', 24', 26', 39' Andy Reyes 26', 40' Israel Sesay 31' Jordan 34' | Nabeul Minifootball stadium, Nabeul |

| 10. října 2017 19:00                                                          |       |                                             |                                     |
| Španělsko                                                                     | 4 : 3 | Senegal                                     | Nabeul Minifootball stadium, Nabeul |
| Francisco José García Castaño 9', 44' Alváro Vidal 20' Vicente Zaragoza 50+1' |       | Momo Cisse 21', 50+3' (pen.) Niang Diop 28' | Nabeul Minifootball stadium, Nabeul |

| 11. října 2017 19:00 |        | |                                     |
| Indie                | 0 : 11 | Španělsko | Nabeul Minifootball stadium, Nabeul |
|                      |        | Francisco José García Castaño 2', 25', 44' Alváro Vidal 15', 22' March Tharky 19' (vl.) Pablo García 25' Xavi Poncél 26' Juan Fernandéz 29', 37' Alberto Velcon 33' | Nabeul Minifootball stadium, Nabeul |

#### Skupina E
| Tým               | Z | V | R | P | VG | IG | +/− | B |
| ----------------- | - | - | - | - | -- | -- | --- | - |
| Rumunsko          | 3 | 3 | 0 | 0 | 13 | 1  | +12 | 9 |
| Kazachstán        | 3 | 2 | 0 | 1 | 12 | 5  | +7  | 6 |
| Pobřeží slonoviny | 3 | 1 | 0 | 2 | 8  | 8  | 0   | 3 |
| Guatemala         | 3 | 0 | 0 | 3 | 2  | 21 | −19 | 0 |

| 7. října 2017 22:45                 |       |                   |                                     |
| Rumunsko                            | 2 : 1 | Kazachstán        | Nabeul Minifootball stadium, Nabeul |
| Vincene Toma 35' Gabriel Tanase 41' |       | Anuar Tokenov 33' | Nabeul Minifootball stadium, Nabeul |

| 8. října 2017 17:45 |       | |                                     |
| Guatemala           | 0 : 8 | Rumunsko | Nabeul Minifootball stadium, Nabeul |
|                     |       | Razvan Plopeanu 4' Vincene Toma 10' Cosmin Craciun 36' Radu Burciu 37' Marian Ionut 39', 42' Robert Dragan Paulevici 43' Claudiu Vlad 49' | Nabeul Minifootball stadium, Nabeul |

| 9. října 2017 16:30                                                                        |       |                                    |                                     |
| Kazachstán                                                                                 | 4 : 2 | Pobřeží slonoviny                  | Nabeul Minifootball stadium, Nabeul |
| Yerbol Suleimenov 5' Alexander Bogomolov 7' Murat Akhmetsharipov 31' Jumogali Alibayev 45' |       | Diane Amara 23' Donald Messako 29' | Nabeul Minifootball stadium, Nabeul |

| 10. října 2017 20:15                                |       |                   |                                     |
| Rumunsko                                            | 3 : 0 | Pobřeží slonoviny | Nabeul Minifootball stadium, Nabeul |
| Vincene Toma 4' Radu Burciu 10' Razvan Plopeanu 47' |       |                   | Nabeul Minifootball stadium, Nabeul |

| 11. října 2017 12:45                                                                            |       |                       |                                     |
| Pobřeží slonoviny                                                                               | 6 : 1 | Guatemala             | Nabeul Minifootball stadium, Nabeul |
| Zepherin Vovo Lago 4', 10' (pen.) Alain Eric Beugre 10' Diane Amara 15', 20' Donald Messako 23' |       | Christian De Leon 44' | Nabeul Minifootball stadium, Nabeul |

| 11. října 2017 17:45 |       | |                                     |
| Guatemala            | 1 : 7 | Kazachstán | Nabeul Minifootball stadium, Nabeul |
| Hugo Morales 4'      |       | Kuanysh Abdualiyev 7', 47' Alexander Bogomolov 25' Yerbol Izekenov 28' Murat Akhmetsharipov 35' Mustafin Zhassulan 41' Alin Assylzhan 48' | Nabeul Minifootball stadium, Nabeul |

#### Skupina F
| Tým         | Z | V | R | P | VG | IG | +/− | B |
| ----------- | - | - | - | - | -- | -- | --- | - |
| Tunisko     | 3 | 2 | 1 | 0 | 11 | 5  | +6  | 7 |
| Libye       | 3 | 1 | 2 | 0 | 4  | 2  | +2  | 5 |
| Portugalsko | 3 | 0 | 2 | 1 | 3  | 4  | −1  | 2 |
| Libanon     | 3 | 0 | 1 | 2 | 2  | 9  | −7  | 1 |

| 6. října 2017 21:30                                         |       |                                       |                                     |
| Tunisko                                                     | 3 : 2 | Portugalsko                           | Nabeul Minifootball stadium, Nabeul |
| Mohamed Azouni 1' Ben Taleb Mohamed Ali 9' Ouday Belhaj 13' |       | Joao Troncoso 18' Bruno Tavares 50+4' | Nabeul Minifootball stadium, Nabeul |

| 8. října 2017 16:30                |       |         |                                     |
| Libye                              | 2 : 0 | Libanon | Nabeul Minifootball stadium, Nabeul |
| Akhila Salem 24' Ali Chouchane 29' |       |         | Nabeul Minifootball stadium, Nabeul |

| 9. října 2017 21:30 |       |                                                                                           |                                     |
| Libanon             | 1 : 6 | Tunisko                                                                                   | Nabeul Minifootball stadium, Nabeul |
| Hassan Youness 32'  |       | Mohamed Azouni 9', 28' Ouday Belhaj 24', 27' Hamza Firas Maiza 47' Abdessattar Grissa 49' | Nabeul Minifootball stadium, Nabeul |

| 10. října 2017 17:45 |       |       |                                     |
| Portugalsko          | 0 : 0 | Libye | Nabeul Minifootball stadium, Nabeul |
|                      |       |       | Nabeul Minifootball stadium, Nabeul |

| 11. října 2017 15:15 |       |                 |                                     |
| Libanon              | 1 : 1 | Portugalsko     | Nabeul Minifootball stadium, Nabeul |
| Ahmad Daher 35'      |       | Nuno Capela 33' | Nabeul Minifootball stadium, Nabeul |

| 11. října 2017 20:15                |       |                                        |                                     |
| Tunisko                             | 2 : 2 | Libye                                  | Nabeul Minifootball stadium, Nabeul |
| Mohamed Azouni 12' Ouday Belhaj 13' |       | Ibrahim Ayman 27' Fadel Zaki Sleik 29' | Nabeul Minifootball stadium, Nabeul |

### Žebříček týmů na třetích místech
| Poz. | Sk. | Tým               | Z | V | R | P | VG | IG | +/- | B |
| ---- | --- | ----------------- | - | - | - | - | -- | -- | --- | - |
| 1.   | C   | Brazílie          |   | 2 | 0 | 1 | 6  | 5  | +1  | 6 |
| 2.   | D   | USA               |   | 1 | 1 | 1 | 13 | 7  | +6  | 4 |
| 3.   | B   | Chile             |   | 1 | 1 | 1 | 6  | 3  | +3  | 4 |
| 4.   | A   | Francie           |   | 1 | 1 | 1 | 3  | 7  | −4  | 4 |
| 5.   | E   | Pobřeží slonoviny |   | 1 | 0 | 2 | 8  | 8  | 0   | 3 |
| 6.   | F   | Portugalsko       |   | 0 | 2 | 1 | 3  | 4  | −1  | 2 |

## Vyřazovací fáze

#### Pavouk
|  | Osmifinále                | Osmifinále                |                           |       | Čtvrtfinále   | Čtvrtfinále   |                           |                           | Semifinále | Semifinále |  |  | Finále | Finále |
|  |                           |                           |                           |       |               |               |                           |                           |            |            |  |  |        |        |
|  | 12. října, 12:30 – Nabeul |                           |                           |       |               |               |                           |                           |            |            |  |  |        |        |
|  |                           |                           |                           |       |               |               |                           |                           |            |            |  |  |        |        |
|  | Rumunsko                  | 2 (1)                     |                           |       |               |               |                           |                           |            |            |  |  |        |        |
|  | Rumunsko                  | 2 (1)                     | 13. října, 18:15 – Nabeul |       |               |               |                           |                           |            |            |  |  |        |        |
|  | Senegal (pen.)            | 2 (3)                     |                           |       |               |               |                           |                           |            |            |  |  |        |        |
|  | Senegal (pen.)            | 2 (3)                     | Senegal                   | 4     |               |               |                           |                           |            |            |  |  |        |        |
|  | 12. října, 17:00 – Nabeul |                           | Senegal                   | 4     |               |               |                           |                           |            |            |  |  |        |        |
|  |                           | Francie                   | 3                         |       |               |               |                           |                           |            |            |  |  |        |        |
|  | Rusko                     | Francie                   | 3                         | 0 (1) |               |               |                           |                           |            |            |  |  |        |        |
|  | Rusko                     |                           | 14. října, 21:00 – Nabeul | 0 (1) |               |               |                           |                           |            |            |  |  |        |        |
|  | Francie (pen.)            | 0 (3)                     |                           |       |               |               |                           |                           |            |            |  |  |        |        |
|  | Francie (pen.)            | 0 (3)                     | Senegal                   | 1     |               |               |                           |                           |            |            |  |  |        |        |
|  | 12. října, 21:30 – Nabeul |                           | Senegal                   | 1     |               |               |                           |                           |            |            |  |  |        |        |
|  |                           | Mexiko                    | 3                         |       |               |               |                           |                           |            |            |  |  |        |        |
|  | Tunisko (pen.)            | Mexiko                    | 3                         | 2 (4) |               |               |                           |                           |            |            |  |  |        |        |
|  | Tunisko (pen.)            | 13. října, 21:15 – Nabeul |                           | 2 (4) |               |               |                           |                           |            |            |  |  |        |        |
|  | Kazachstán                | 2 (3)                     |                           |       |               |               |                           |                           |            |            |  |  |        |        |
|  | Kazachstán                | 2 (3)                     | Tunisko                   | 0     |               |               |                           |                           |            |            |  |  |        |        |
|  | 12. října, 15:30 – Nabeul |                           | Tunisko                   | 0     |               |               |                           |                           |            |            |  |  |        |        |
|  |                           | Mexiko                    | 7                         |       |               |               |                           |                           |            |            |  |  |        |        |
|  | Mexiko (prod.)            | Mexiko                    | 7                         | 4     |               |               |                           |                           |            |            |  |  |        |        |
|  | Mexiko (prod.)            |                           | 15. října, 20:30 – Nabeul | 4     |               |               |                           |                           |            |            |  |  |        |        |
|  | USA                       | 3                         |                           |       |               |               |                           |                           |            |            |  |  |        |        |
|  | USA                       | 3                         | Mexiko                    | 0     |               |               |                           |                           |            |            |  |  |        |        |
|  | 12. října, 14:00 – Nabeul |                           | Mexiko                    | 0     |               |               |                           |                           |            |            |  |  |        |        |
|  |                           | Česko                     | 3                         |       |               |               |                           |                           |            |            |  |  |        |        |
|  | Španělsko (prod.)         | Česko                     | 3                         | 1     |               |               |                           |                           |            |            |  |  |        |        |
|  | Španělsko (prod.)         | 13. října, 19:45 – Nabeul |                           | 1     |               |               |                           |                           |            |            |  |  |        |        |
|  | Chile                     | 0                         |                           |       |               |               |                           |                           |            |            |  |  |        |        |
|  | Chile                     | 0                         | Španělsko (prod.)         | 4     |               |               |                           |                           |            |            |  |  |        |        |
|  | 12. října, 20:00 – Nabeul |                           | Španělsko (prod.)         | 4     |               |               |                           |                           |            |            |  |  |        |        |
|  |                           | Austrálie                 | 3                         |       |               |               |                           |                           |            |            |  |  |        |        |
|  | Austrálie (pen.)          | Austrálie                 | 3                         | 3 (4) |               |               |                           |                           |            |            |  |  |        |        |
|  | Austrálie (pen.)          |                           | 14. října, 22:30 – Nabeul | 3 (4) |               |               |                           |                           |            |            |  |  |        |        |
|  | Bosna a Hercegovina       | 3 (3)                     |                           |       |               |               |                           |                           |            |            |  |  |        |        |
|  | Bosna a Hercegovina       | 3 (3)                     | Španělsko                 | 1     |               |               |                           |                           |            |            |  |  |        |        |
|  | 12. října, 18:30 – Nabeul |                           | Španělsko                 | 1     |               |               |                           |                           |            |            |  |  |        |        |
|  |                           | Česko                     | 3                         |       | O třetí místo | O třetí místo |                           |                           |            |            |  |  |        |        |
|  | Maďarsko (prod.)          | Česko                     | 3                         | 3     | O třetí místo | O třetí místo |                           |                           |            |            |  |  |        |        |
|  | Maďarsko (prod.)          | 13. října, 22:45 – Nabeul | 13. října, 22:45 – Nabeul | 3     |               |               | 15. října, 17:00 – Nabeul | 15. října, 17:00 – Nabeul |            |            |  |  |        |        |
|  | Libye                     | 13. října, 22:45 – Nabeul | 13. října, 22:45 – Nabeul | 2     |               |               | 15. října, 17:00 – Nabeul | 15. října, 17:00 – Nabeul |            |            |  |  |        |        |
|  | Libye                     | Maďarsko                  | 0                         | 2     | Senegal       | 5             |                           |                           |            |            |  |  |        |        |
|  | 12. října, 23:30 – Nabeul | Maďarsko                  | 0                         |       | Senegal       | 5             |                           |                           |            |            |  |  |        |        |
|  |                           | Česko                     | 1                         |       | Španělsko     | 0             |                           |                           |            |            |  |  |        |        |
|  | Česko                     | Česko                     | 1                         | 3     | Španělsko     | 0             |                           |                           |            |            |  |  |        |        |
|  | Česko                     |                           |                           | 3     |               |               |                           |                           |            |            |  |  |        |        |
|  | Brazílie                  | 1                         |                           |       |               |               |                           |                           |            |            |  |  |        |        |
|  | Brazílie                  | 1                         |                           |       |               |               |                           |                           |            |            |  |  |        |        |

#### Osmifinále
| 12. října 2017 12:30                    |       |                                  |                                     |
| Rumunsko                                | 2 : 2 | Senegal                          | Nabeul Minifootball stadium, Nabeul |
| Claudiu Vlad 31' Adrian Calugareanu 50' |       | Abdoul Sega 4' Moustapha Nam 27' | Nabeul Minifootball stadium, Nabeul |

|                               |       | Penaltový rozstřel                  |  |
| Claudiu Vlad Popa Ioan Mircea | 1 : 3 | Moustapha Nam Niang Diop Momo Cissé |  |

| 12. října 2017 14:00              |               |       |                                     |
| Španělsko                         | 1 : 0 (prod.) | Chile | Nabeul Minifootball stadium, Nabeul |
| Francisco José García Castaño 51' |               |       | Nabeul Minifootball stadium, Nabeul |

| 12. října 2017 15:30                                |               |                                                 |                                     |
| Mexiko                                              | 4 : 3 (prod.) | USA                                             | Nabeul Minifootball stadium, Nabeul |
| Enrique Cañez 14', 46' Christian Gutierrez 37', 52' |               | Gordy Gurson 5' Andy Reyes 11' Israel Sesay 26' | Nabeul Minifootball stadium, Nabeul |

| 12. října 2017 17:00 |       |         |                                     |
| Rusko                | 0 : 0 | Francie | Nabeul Minifootball stadium, Nabeul |
|                      |       |         | Nabeul Minifootball stadium, Nabeul |

|                                 |       | Penaltový rozstřel                            |  |
| Evgenii Vashurin Erik Korchagin | 1 : 3 | Omar Belbachir Bruno Meilhon Aurelien Jastier |  |

| 12. října 2017 18:30                                  |               |                                       |                                     |
| Maďarsko                                              | 3 : 2 (prod.) | Libye                                 | Nabeul Minifootball stadium, Nabeul |
| Istvan Marko Sos 25' Bence Bognár 49' Bence Tajti 59' |               | Mohamed Albahli 30' Ali Chouchane 34' | Nabeul Minifootball stadium, Nabeul |

| 12. října 2017 20:00       |       |                                                                   |                                     |
| Austrálie                  | 3 : 3 | Bosna a Hercegovina                                               | Nabeul Minifootball stadium, Nabeul |
| Shervin Adeli 6', 19', 57' |       | Goran Lovrinovic 23' (pen.) Marko Vujica 27' Kristijan Pantić 58' | Nabeul Minifootball stadium, Nabeul |

|                                                     |       | Penaltový rozstřel                                         |  |
| Shervin Adeli Tai Smith Matthew West Jordan Ferrier | 4 : 3 | Goran Lovrinovic Marin Jukić Marko Vujica Kristijan Pantić |  |

| 12. října 2017 21:30                        |       |                                       |                                     |
| Tunisko                                     | 2 : 2 | Kazachstán                            | Nabeul Minifootball stadium, Nabeul |
| Mohamed Ali Karoula 24' Bilel Ben Souda 50' |       | Kanat Zhumabekov 6' Anuar Tokenov 54' | Nabeul Minifootball stadium, Nabeul |

|                                                                                        |       | Penaltový rozstřel                                                                   |  |
| Bilel Ben Souda Abdessattar Grissa Ben Taleb Mohamed Ali Walid Nadzaul Hassen Boudhina | 4 : 3 | Assan Barlybayev Anuar Tokenov Murat Akhmetsharipov Yerbol Izekenov Kanat Zhumabekov |  |

| 12. října 2017 23:00                                  |       |                      |                                     |
| Česko                                                 | 3 : 1 | Brazílie             | Nabeul Minifootball stadium, Nabeul |
| Patrik Levčík 8' Tomáš Kounovský 21' Jan Koudelka 24' |       | Leonardo Cardoso 24' | Nabeul Minifootball stadium, Nabeul |

#### Čtvrtfinále
| 13. října 2017 18:15                               |       |                                              |                                     |
| Senegal                                            | 4 : 3 | Francie                                      | Nabeul Minifootball stadium, Nabeul |
| Momo Cissé 16' Papa Ndiaye 23' Niang Diop 32', 35' |       | Omar Belbachir 20', 34' Momo Cissé 51' (vl.) | Nabeul Minifootball stadium, Nabeul |

| 13. října 2017 19:45                                              |               |                                                    |                                     |
| Španělsko                                                         | 4 : 3 (prod.) | Austrálie                                          | Nabeul Minifootball stadium, Nabeul |
| Vincente Zaragoza 18', 54' Francisco José García Castaño 27', 43' |               | Jordan Ferrier 31' Shervin Adeli 37' Tai Smith 49' | Nabeul Minifootball stadium, Nabeul |

| 13. října 2017 21:15 |       | |                                     |
| Tunisko              | 0 : 7 | Mexiko | Nabeul Minifootball stadium, Nabeul |
|                      |       | Hiram Ruiz 2', 36' Hugo Rodriguez 7' Eric Tovar 29' Brandon Escoto 36' Christian Gutierrez 39' Luis Ortega 41' | Nabeul Minifootball stadium, Nabeul |

| 13. října 2017 22:45 |       |                   |                                     |
| Maďarsko             | 0 : 1 | Česko             | Nabeul Minifootball stadium, Nabeul |
|                      |       | Patrik Levčík 36' | Nabeul Minifootball stadium, Nabeul |

#### Semifinále
| 14. října 2017 21:00 |       |                                                             |                                     |
| Senegal              | 1 : 3 | Mexiko                                                      | Nabeul Minifootball stadium, Nabeul |
| Niang Diop 7'        |       | Brandon Escoto 12' Bogar Moreno 30' Christian Gutierrez 39' | Nabeul Minifootball stadium, Nabeul |

| 14. října 2017 22:30              |       |                                                          |                                     |
| Španělsko                         | 1 : 3 | Česko                                                    | Nabeul Minifootball stadium, Nabeul |
| Francisco José García Castaño 15' |       | Stanislav Mařík 8' Ondřej Paděra 35' Tomáš Kounovský 42' | Nabeul Minifootball stadium, Nabeul |

#### O 3. místo
| 15. října 2017 17:00                                         |       |           |                                     |
| Senegal                                                      | 5 : 0 | Španělsko | Nabeul Minifootball stadium, Nabeul |
| Moustapha Nam 25', 41', 46' Abdoul Sega 38' Mohamed Diop 49' |       |           | Nabeul Minifootball stadium, Nabeul |

#### Finále
| 15. října 2017 20:30 |       |                                                       |                                     |
| Mexiko               | 0 : 3 | Česko                                                 | Nabeul Minifootball stadium, Nabeul |
|                      |       | Jakub Polák 17' Stanislav Mařík 26' Ondřej Paděra 43' | Nabeul Minifootball stadium, Nabeul |

## Statistiky hráčů

### Střelci
Přehled střelců šampionátu

### Žluté karty
Přehled hráčů alespoň jednou potrestaných žlutou kartou

### Červené karty
Přehled hráčů nejméně jednou potrestaných červenou kartou (přímo i po dvou žlutých kartách)